# Ganascus ventricosus
Ganascus ventricosus là một loài bọ cánh cứng trong họ Aderidae. Loài này được LeConte miêu tả khoa học năm 1875.